# Wagenfelder Aue
Die Wagenfelder Aue ist ein rechtsseitiger Nebenfluss der Hunte. Sie fließt ausschließlich im südlichen Bereich des Landkreises Diepholz (Niedersachsen) und entwässert ausgedehnte Moorflächen der Diepholzer Moorniederung.

## Verlauf
Die ca. 26 km lange Wagenfelder Aue verläuft zwischen der Gemeinde Wagenfeld und der Samtgemeinde Barnstorf. 
Sie entspringt südlich des Ortskerns von Wagenfeld, fließt durch Wagenfeld, dann weiter als Grenzfluss zwischen der Samtgemeinde Rehden und der Samtgemeinde Barnstorf und durchquert das Düster und Eydelstedter Holz. 
Südöstlich des Ortskerns von Barnstorf, nordöstlich von Rechtern, mündet die Wagenfelder Aue in die Hunte, welche dann in nördlicher Richtung weiterfließt.

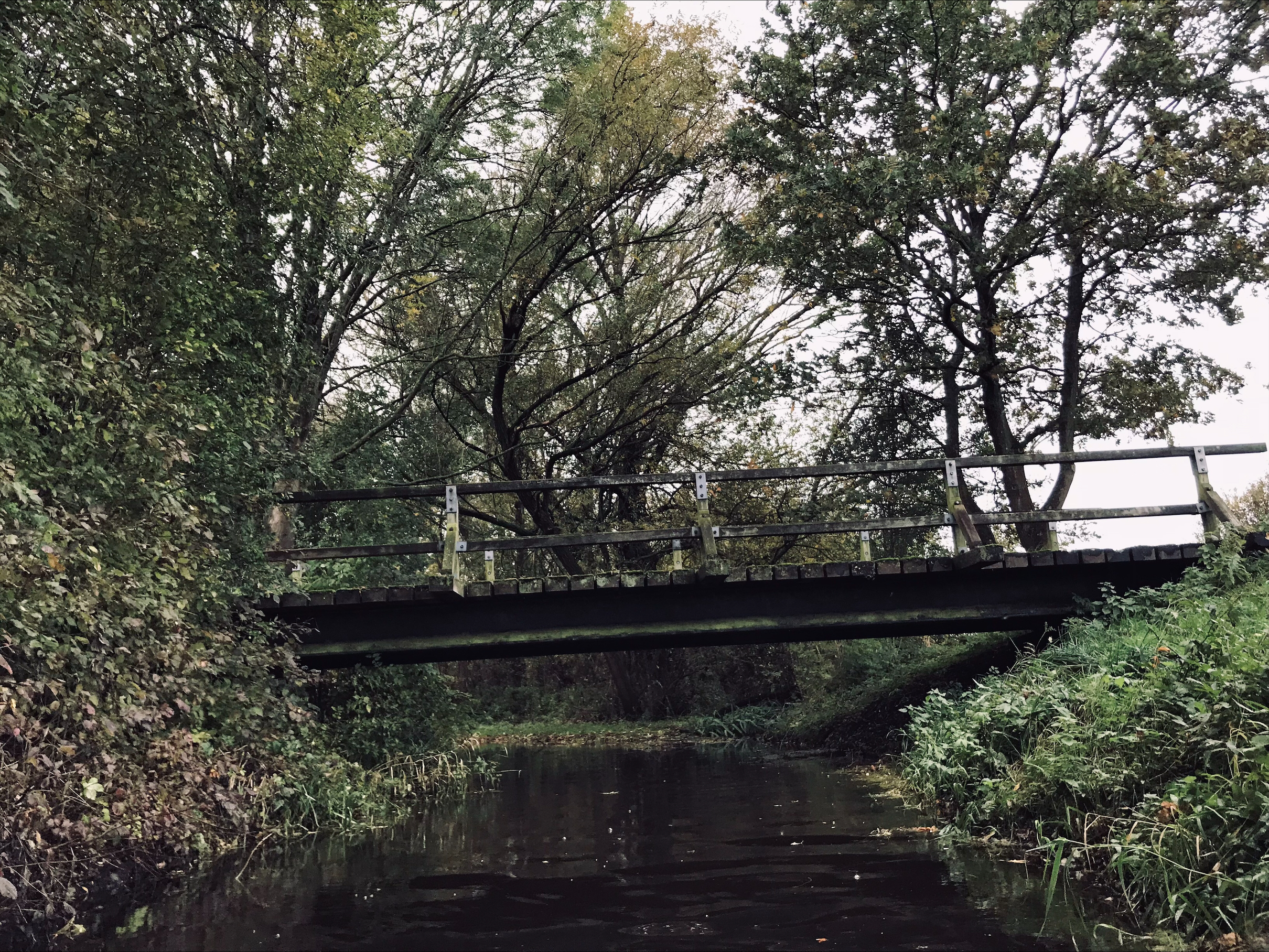
Wagenfelder Aue bei Wagenfeld
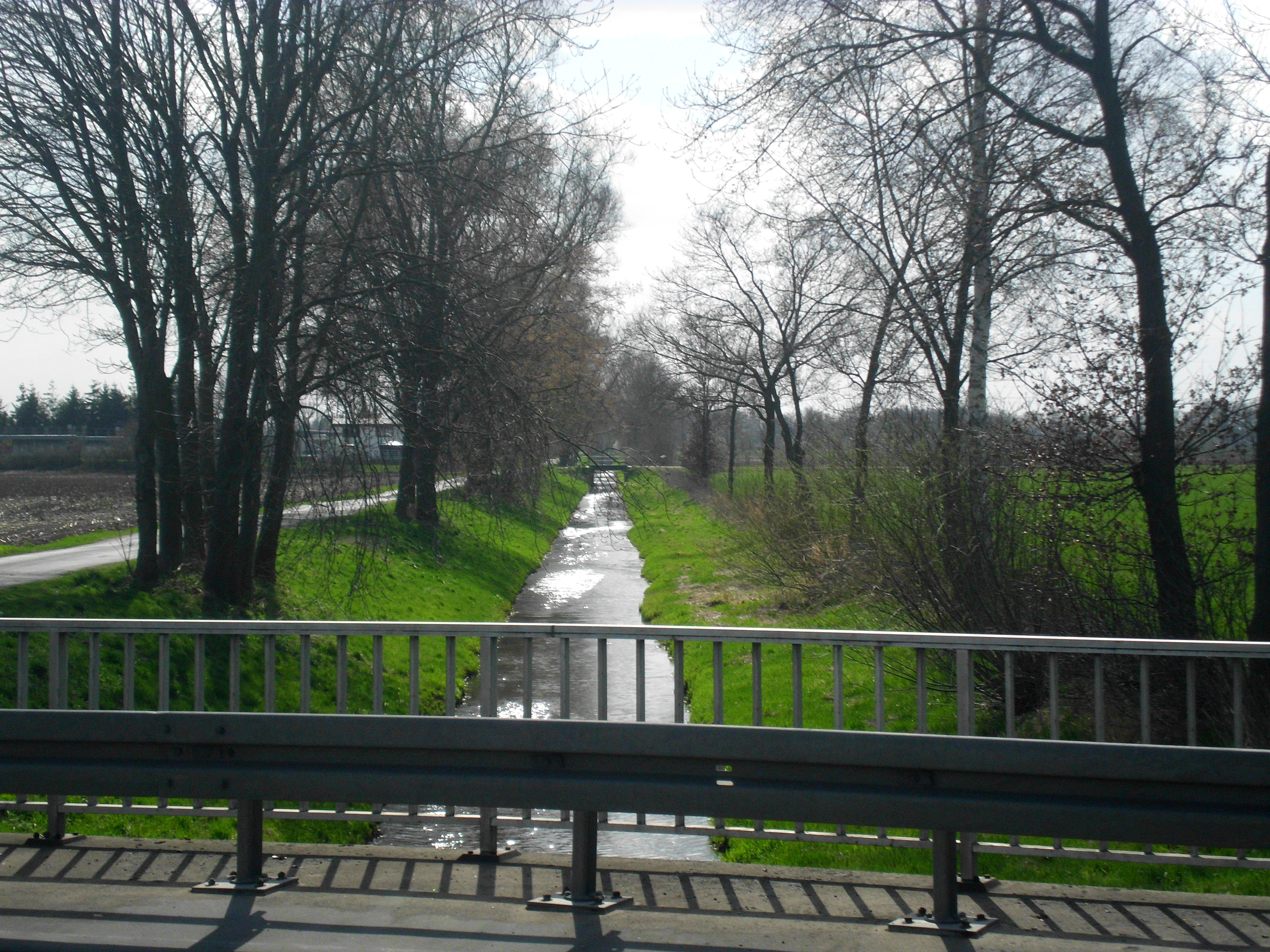
Wagenfelder Aue Blickrichtung Süd
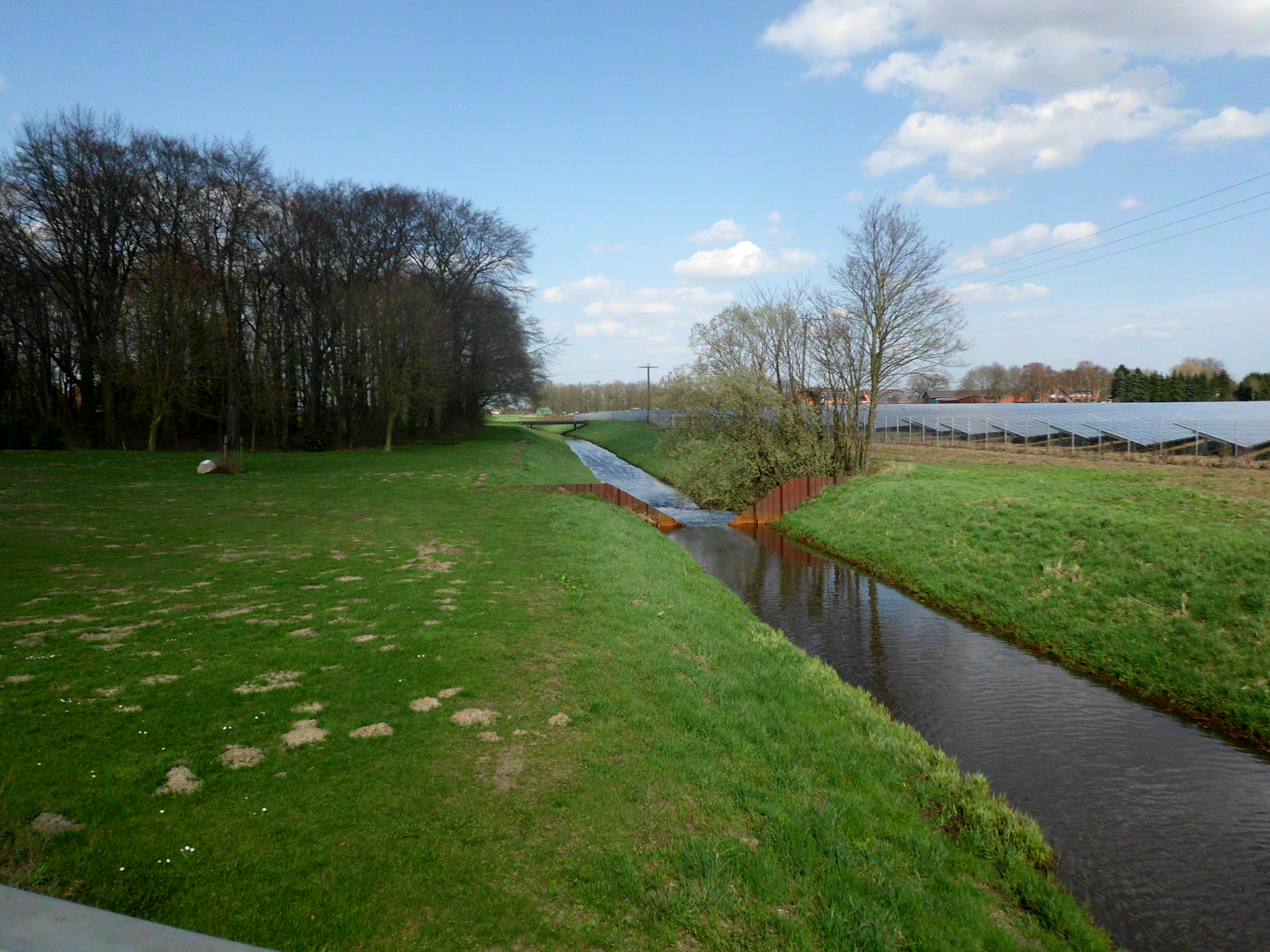
Wagenfelder Aue Blickrichtung Nord
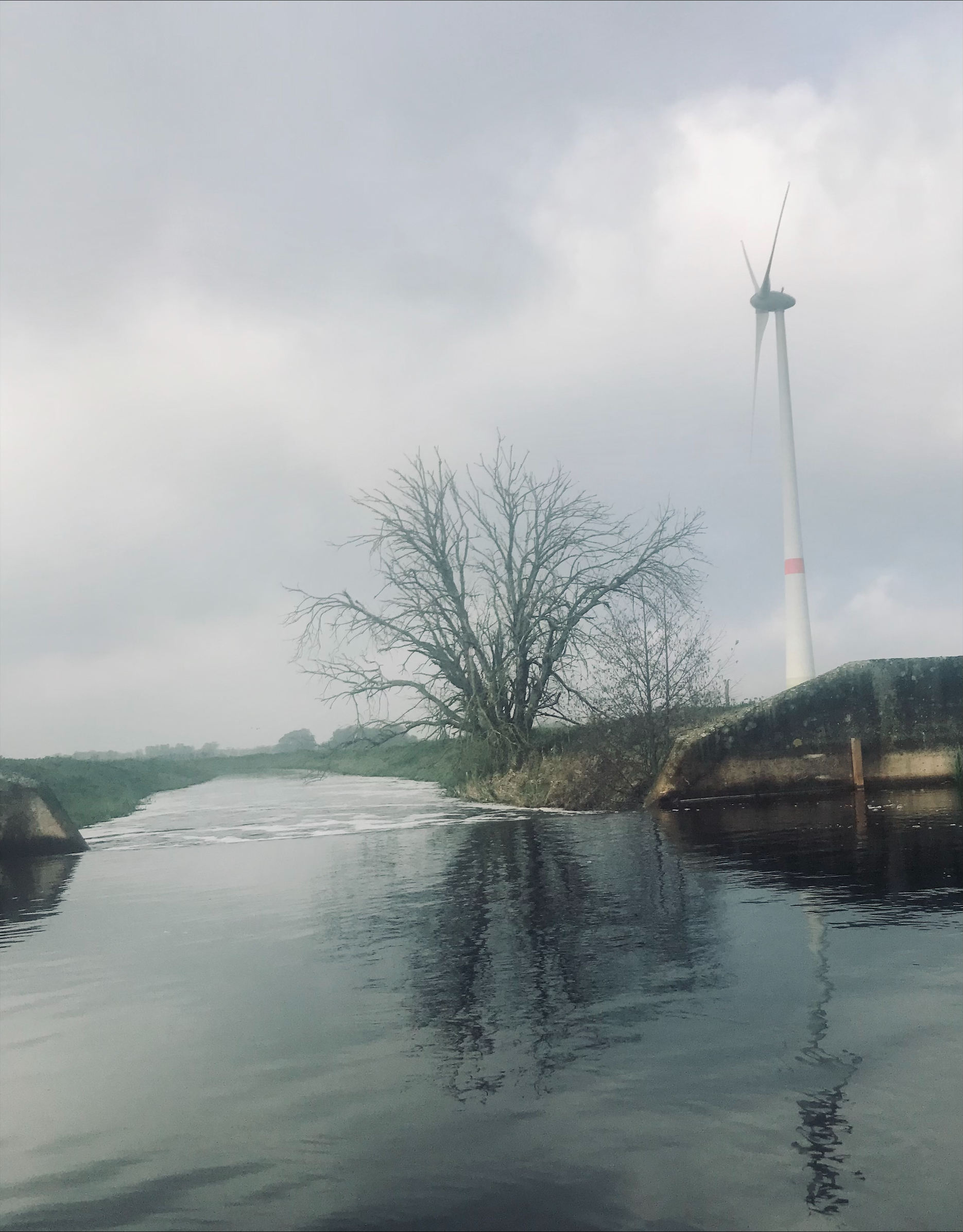
Wagenfelder Aue bei Barver